# 肯那岸皇宫（霹雳州皇家博物馆）

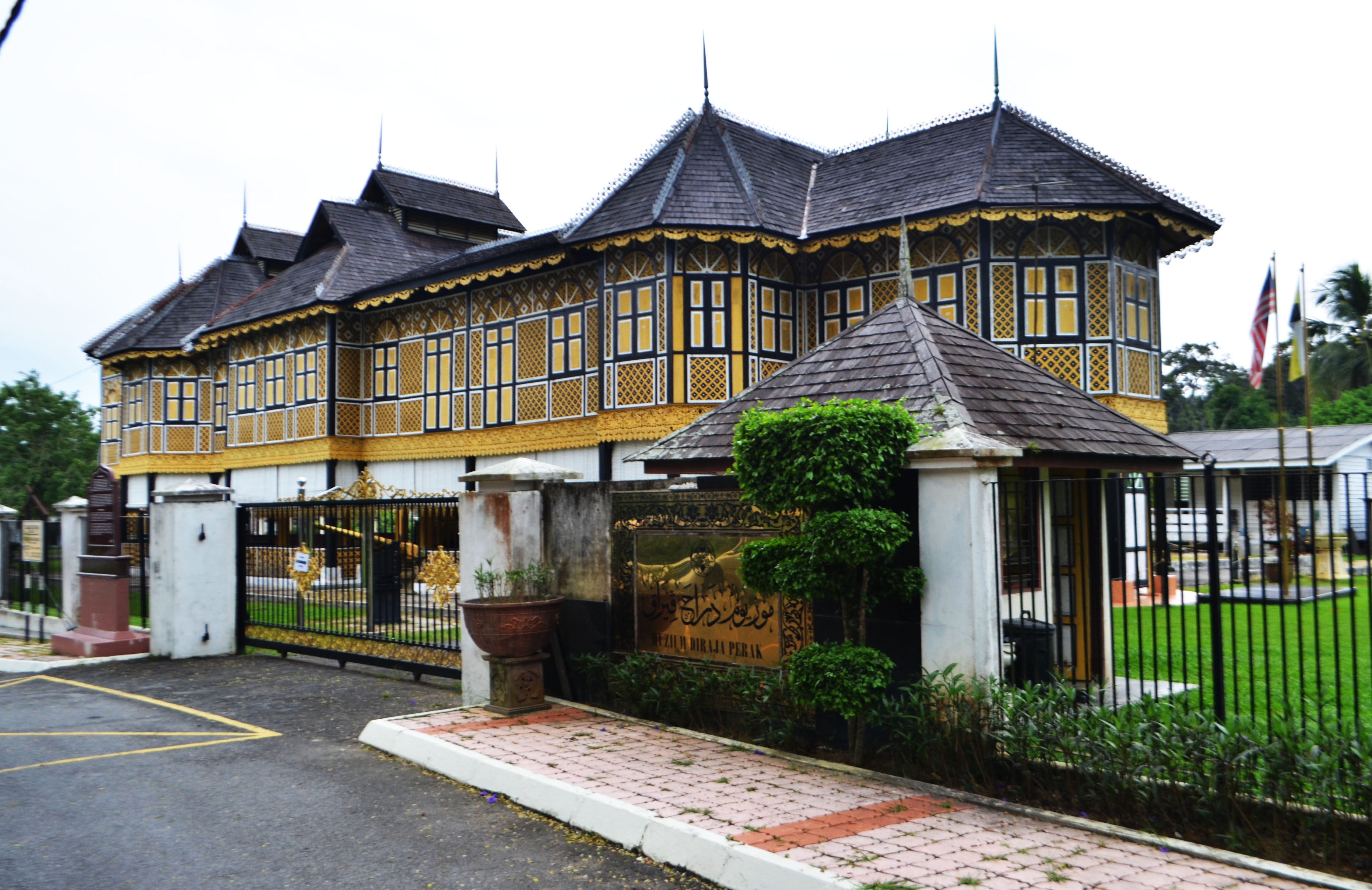
肯那岸皇宫外景

肯那岸皇宫（ 爪夷文 ：ايستانكنڠن，马来文：Istana Kenangan；纪念宫殿）是位于马来西亚霹雳州江沙的皇家住所。

## 历史
此宫殿是由来自槟城大山脚的马来木匠Enci Sepian在他的儿子Zainal Abidin和Ismail的协助下于1926年为苏丹依斯干达沙建造的。 由于其位置的缘故，该宫殿以前被称为山谷宫殿。 这座宫殿曾是1931年至1933年期间苏丹的住所，直至依斯干達里亞宫殿竣工。随后，此地被用作举办皇家宴会与作为皇宫访客的住所。 现在它是霹雳州皇家博物馆的所在地 。

## 建筑
此宫殿有两层楼高，顶层由卧房，家庭卧室和饭厅组成。 一楼曾被用作官方的皇家办公室。在被大理石取代之前，该宫殿的地板曾是用实木铺设的。

## 参看
- 马来西亚博物馆列表

## 延伸阅读
- The architectural heritage of the Malay world: the traditional houses，第68頁，載於Google圖書